# 한국예술문화단체총연합회
한국예술문화단체총연합회(약칭 예총)은 예술문화인 상호간 친목을 도모하고 그 권익을 옹호하며 민족예술의 국제적 교류와 나아가 인류 예술문화발전 및 창달에 기여함을 원칙으로 1962년 1월 5일에 창립된 단체로, 1963년 1월 30일 설립된 대한민국 문화체육관광부 소관의 사단법인이다. 사무실은 서울특별시 종로구 동숭동 1-117 (우: 110-765)에 있다.

## 주요 사업
- 예술인 권익옹호사업
- 국내 예술활동에 관한 자료수집과 조사통계, 세미나 및 순회 강연회
- 학술지 발간
- 연구발표회 및 강연회 개최

## 연합회 구성
10개 협회(건축, 국악, 무용, 문학, 미술, 사진, 연극, 연예, 영화, 음악)와 119개의 지방 각 연합회 및 지부(2007. 1. 19. 현재)로 구성되어 있다.